# Walter Huggert
Erik Walter Huggert, född 10 september 1886 i Odensvi församling, Västmanlands län, död 20 september 1971 i Göteborg, var en svensk ingenjör. Han var far till Arne Huggert.
Huggert, som var son till lantbrukare Erik Olsson och Helena Andersson, utexaminerades från Chalmers tekniska institut 1909. Han var ingenjör vid AB Skånska Cementgjuteriet i Göteborg 1909–1910, anställdes vid Göteborgs gatu- och vägförvaltning 1911, blev byråingenjör 1920 och var gatuchef 1946–1955. Han var speciallärare vid Chalmers tekniska högskola 1933–1948, därunder tillförordnad professor 1946–1947. Han tilldelades Göteborgs stads förtjänsttecken 1953.